# CEV Champions League (damer)
CEV Women's Champions League är den högsta volleybollturneringen för klubblag i Europa för damer. Turneringen spelas varje säsong mellan höst och vår och arrangeras av det europeiska volleybollförbundet (CEV). Utöver Champions League arrangerar CEV också CEV Cup och CEV Challenge Cup för lägre rankade lag.

## Historia
Turneringen arrangerades första gången säsongen 1960–61 under namnet Champions Cup, på svenska ibland kallad Europacupen. Fram till 1971 spelades turneringen i ett cup-format med hemma- och bortamatcher. Undantaget var den andra säsongen (1961–62) då man istället hade ett gruppspel med två grupper innan finalen. Inför säsongen 1971–72 ändrades den avslutande delen av turneringen till ett tre dagars gruppspel mellan de fyra bästa lagen.
Från den första turneringen fram till Berlinmurens fall dominerade lag från östblocket. Allra bäst gick det för Dinamo Moskva som vann totalt elva titlar under 1960- och 1970-talet. De enda lag utanför östblocket som nådde final var turkiska Eczacıbaşı Istanbul (tvåa 1979–80) och framförallt italienska Olimpia Teodora Ravenna, som spelade ett stort antal finaler under 1980-talet och som säsongen 1987–88 vann turneringen. Från och med säsongen 1987–88 ändrades också den avslutande delen av turneringen till ett "final four"-slutspel med semifinaler, final och match om tredjepris.
Under 1990-talet blev toppen mer geografiskt spridd och framförallt italienska lag började spela en mer framträdande roll. Säsongen 1995–96 infördes ett gruppspel (ligafas) före slutspelet och år 2000 bytte turneringen namn från Champions Cup till Champions League (först European Champions League fram till 2008, därefter CEV Champions League). De italienska framgångarna fortsatte även in på 2000-talet, framförallt genom Volley Bergamo som vann totalt sju titlar mellan 1997 och 2010.
På 2010-talet började även turkiska lag nå stora framgångar och det lag som vunnit flest titlar under Champions League-eran (från säsongen 2000–01) är Vakıfbank Istanbul, som 2023 vann sin sjätte titel. Från säsongen 2018–19 ersattes "final four"-avslutningen på turneringen med "super finals", som innebar att dam- och herrfinalen spelades på samma dag och plats. Säsongen 2024–25 återgick man till det tidigare upplägget med "final four" som spelas under en helg.

## Format
Huvudturneringen består av ett gruppspel följt av ett slutspel. Antalet lag som deltar i gruppspelet utökades 2018 från 16 till 20 lag. Samtidigt infördes ett nytt rankingsystem som avgör hur många lag från varje land som får delta. De bäst rankade länderna får en eller flera platser direkt till gruppspelet, medan de sämre rankade länderna får en plats till kvalspelet som avgörs innan gruppspelet.
I gruppspelet är lagen indelade i fem grupper med fyra lag i varje grupp, där alla lagen i gruppen möts i en hemma- och en bortamatch. De fem gruppvinnarna går vidare direkt till kvartsfinal, medan de fem grupptvåorna och den bästa grupptrean får spela playoff-matcher om de återstående tre kvartsfinalplatserna. Vinnarna av kvartsfinalerna går vidare till "final four", där semifinaler, final och match om tredjepris spelas under samma helg.

## Resultat
Finalresultat och topp fyra-lagen per säsong.
| Säsongen 1960–61 spelades turneringen som en utslagsturnering                                                   |                                           |                                           |                                           |                                           |                                                |                                                |                                                      |                                                      |
| År |                                           |                                           | Final                                     | Final                                     | Final                                          |                                                | Semifinalister                                       | Semifinalister                                       |
| År | Vinnare                                   | Resultat                                  | Tvåa                                      |                                           |                                                |                                                | Semifinalister                                       | Semifinalister                                       |
| 1960–61 mer information                                                                                         | ZHVK Dinamo Moskva                        | 3–2 3–0                                   | AZS-AWF Warszawa                          | CS Dinamo București och Slavia Prag       | CS Dinamo București och Slavia Prag            |                                                |                                                      |                                                      |
| 1960–61 mer information                                                                                         | vann 6–2 över två matcher                 |                                           |                                           | CS Dinamo București och Slavia Prag       | CS Dinamo București och Slavia Prag            |                                                |                                                      |                                                      |
| Säsongen 1961–62 spelades turneringen med en gruppfas med 2 grupper om 4 lag, där de två bästa möttes i finalen |                                           |                                           |                                           |                                           |                                                |                                                |                                                      |                                                      |
| År |                                           |                                           | Final                                     | Final                                     | Final                                          |                                                | Andraplats i gruppen                                 | Andraplats i gruppen                                 |
| År | Vinnare                                   | Resultat                                  | Tvåa                                      |                                           |                                                |                                                | Andraplats i gruppen                                 | Andraplats i gruppen                                 |
| 1961–62 mer information                                                                                         | Burevestnik Odessa                        | 3–1 3–0                                   | Slavia Sofia                              | CS Dinamo București och VK Legia Warszawa | CS Dinamo București och VK Legia Warszawa      |                                                |                                                      |                                                      |
| 1961–62 mer information                                                                                         | vann 6–1 över två matcher                 |                                           |                                           | CS Dinamo București och VK Legia Warszawa | CS Dinamo București och VK Legia Warszawa      |                                                |                                                      |                                                      |
| Från säsongen 1962–63 spelades turneringen som en utslagsturnering                                              |                                           |                                           |                                           |                                           |                                                |                                                |                                                      |                                                      |
| År |                                           |                                           | Final                                     | Final                                     | Final                                          |                                                | Semifinalister                                       | Semifinalister                                       |
| År | Vinnare                                   | Resultat                                  | Tvåa                                      |                                           |                                                |                                                | Semifinalister                                       | Semifinalister                                       |
| 1962–63 mer information                                                                                         | ZHVK Dinamo Moskva                        | 3–1 3–2                                   | AZS-AWF Warszawa                          | Dynamo Prag och Levski Sofia              | Dynamo Prag och Levski Sofia                   |                                                |                                                      |                                                      |
| 1962–63 mer information                                                                                         | vann 6–3 över två matcher                 |                                           |                                           | Dynamo Prag och Levski Sofia              | Dynamo Prag och Levski Sofia                   |                                                |                                                      |                                                      |
| 1963–64 mer information                                                                                         | Levski Sofia                              | 3–0 1–3                                   | Dynamo Berlin                             | ZHVK Dinamo Moskva och AZS-AWF Warszawa   | ZHVK Dinamo Moskva och AZS-AWF Warszawa        |                                                |                                                      |                                                      |
| 1963–64 mer information                                                                                         | vann 4–3 över två matcher                 |                                           |                                           | ZHVK Dinamo Moskva och AZS-AWF Warszawa   | ZHVK Dinamo Moskva och AZS-AWF Warszawa        |                                                |                                                      |                                                      |
| 1964–65 mer information                                                                                         | ZHVK Dinamo Moskva                        | 3–0                                       | Dynamo Berlin                             | Levski Sofia och CS Dinamo București      | Levski Sofia och CS Dinamo București           |                                                |                                                      |                                                      |
| 1964–65 mer information                                                                                         | vann 6–0 över två matcher                 |                                           |                                           | Levski Sofia och CS Dinamo București      | Levski Sofia och CS Dinamo București           |                                                |                                                      |                                                      |
| 1965–66 mer information                                                                                         | CSKA Moskva                               | 3–0                                       | ZHVK Dinamo Moskva                        | AZS-AWF Warszawa och Levski Sofia         | AZS-AWF Warszawa och Levski Sofia              |                                                |                                                      |                                                      |
| 1965–66 mer information                                                                                         | vann 6–0 över två matcher                 |                                           |                                           | AZS-AWF Warszawa och Levski Sofia         | AZS-AWF Warszawa och Levski Sofia              |                                                |                                                      |                                                      |
| 1966–67 mer information                                                                                         | CSKA Moskva                               | 3–0                                       | ZHVK Dinamo Moskva                        | Dynamo Berlin och Levski Sofia            | Dynamo Berlin och Levski Sofia                 |                                                |                                                      |                                                      |
| 1966–67 mer information                                                                                         | vann 6–0 över två matcher                 |                                           |                                           | Dynamo Berlin och Levski Sofia            | Dynamo Berlin och Levski Sofia                 |                                                |                                                      |                                                      |
| 1967–68 mer information                                                                                         | ZHVK Dinamo Moskva                        | 3–0 3–2                                   | CSKA Moskva                               | DHFK Leipzig och CS Dinamo București      | DHFK Leipzig och CS Dinamo București           |                                                |                                                      |                                                      |
| 1967–68 mer information                                                                                         | vann 6–2 över två matcher                 |                                           |                                           | DHFK Leipzig och CS Dinamo București      | DHFK Leipzig och CS Dinamo București           |                                                |                                                      |                                                      |
| 1968–69 mer information                                                                                         | ZHVK Dinamo Moskva                        | 3–1 3–2                                   | CSKA Moskva                               | Akademik Sofia och Slavia Bratislava      | Akademik Sofia och Slavia Bratislava           |                                                |                                                      |                                                      |
| 1968–69 mer information                                                                                         | vann 6–3 över två matcher                 |                                           |                                           | Akademik Sofia och Slavia Bratislava      | Akademik Sofia och Slavia Bratislava           |                                                |                                                      |                                                      |
| 1969–70 mer information                                                                                         | ZHVK Dinamo Moskva                        | 3–1 3–0                                   | NIM-SE Budapest                           | CSKA Moskva och Tatran Střešovice         | CSKA Moskva och Tatran Střešovice              |                                                |                                                      |                                                      |
| 1969–70 mer information                                                                                         | vann 6–1 över två matcher                 |                                           |                                           | CSKA Moskva och Tatran Střešovice         | CSKA Moskva och Tatran Střešovice              |                                                |                                                      |                                                      |
| 1970–71 mer information                                                                                         | ZHVK Dinamo Moskva                        | 3–0                                       | Tatran Střešovice                         | Levski-Spartak Sofia och Wisła Kraków     | Levski-Spartak Sofia och Wisła Kraków          |                                                |                                                      |                                                      |
| 1970–71 mer information                                                                                         | vann 6–0 över två matcher                 |                                           |                                           | Levski-Spartak Sofia och Wisła Kraków     | Levski-Spartak Sofia och Wisła Kraków          |                                                |                                                      |                                                      |
| Från säsongen 1971–72 spelades den avslutande delen som en serie                                                |                                           |                                           |                                           |                                           |                                                |                                                |                                                      |                                                      |
| År | Finalvärd                                 |                                           | Vinnare                                   |                                           | Tvåa                                           |                                                | Trea                                                 | Fyra                                                 |
| 1971–72 mer information                                                                                         | La Louvière                               | ZHVK Dinamo Moskva                        | Tatran Střešovice                         | Lokomotiv Moskva                          | Start Łódź                                     |                                                |                                                      |                                                      |
| 1972–73 mer information                                                                                         | Apeldoorn                                 | NIM-SE Budapest                           | ZHVK Dinamo Moskva                        | Start Łódź                                | Dynamo Berlin                                  |                                                |                                                      |                                                      |
| 1973–74 mer information                                                                                         | Bursa                                     | ZHVK Dinamo Moskva                        | NIM-SE Budapest                           | Levski-Spartak Sofia                      | Dynamo Berlin                                  |                                                |                                                      |                                                      |
| 1974–75 mer information                                                                                         | Catania                                   | ZHVK Dinamo Moskva                        | Levski-Spartak Sofia                      | NIM-SE Budapest                           | Dynamo Berlin                                  |                                                |                                                      |                                                      |
| 1975–76 mer information                                                                                         | Eupen                                     | Rudá Hvězda Praha                         | Levski-Spartak Sofia                      | Van Houten                                | OK Röda stjärnan Belgrad                       |                                                |                                                      |                                                      |
| 1976–77 mer information                                                                                         | Izmir                                     | ZHVK Dinamo Moskva                        | NIM-SE Budapest                           | Traktor Schwerin                          | Levski-Spartak Sofia                           |                                                |                                                      |                                                      |
| 1977–78 mer information                                                                                         | Rheine                                    | Traktor Schwerin                          | NIM-SE Budapest                           | Start Łódź                                | Savoia Alzano                                  |                                                |                                                      |                                                      |
| 1978–79 mer information                                                                                         | Izmir                                     | CSKA Sofia                                | NIM-SE Budapest                           | Dynamo Berlin                             | Slávia Bratysława                              |                                                |                                                      |                                                      |
| 1979–80 mer information                                                                                         | Gottwaldov                                | Rudá Hvězda Praha                         | Eczacıbaşı Istanbul                       | Dinamo Tirana                             | NIM-SE Budapest                                |                                                |                                                      |                                                      |
| 1980–81 mer information                                                                                         | Schaan                                    | Uralochka Sverdlovsk                      | Levski-Spartak Sofia                      | Traktor Schwerin                          | Slávia UK Bratislava                           |                                                |                                                      |                                                      |
| 1981–82 mer information                                                                                         | Ravenna                                   | Uralochka Sverdlovsk                      | DVC Dokkum                                | SV Lohhof                                 | Levski-Spartak Sofia                           |                                                |                                                      |                                                      |
| 1982–83 mer information                                                                                         | Ankara                                    | Uralochka Sverdlovsk                      | Vasas Izzo Budapest                       | Slávia UK Bratislava                      | SV Lohhof                                      |                                                |                                                      |                                                      |
| 1983–84 mer information                                                                                         | München                                   | CSKA Sofia                                | Olimpia Teodora Ravenna                   | SV Lohhof                                 | Eczacıbaşı Istanbul                            |                                                |                                                      |                                                      |
| 1984–85 mer information                                                                                         | Ravenna                                   | ADK Alma-Ata                              | Olimpia Teodora Ravenna                   | Tungsram SC Budapest                      | SV Lohhof                                      |                                                |                                                      |                                                      |
| 1985–86 mer information                                                                                         | Uppsala                                   | CSKA Moskva                               | Olimpia Teodora Ravenna                   | Dynamo Berlin                             | Czarni Słupsk                                  |                                                |                                                      |                                                      |
| 1986–87 mer information                                                                                         | Karlsruhe                                 | Uralochka Sverdlovsk                      | Olimpia Teodora Ravenna                   | Dynamo Berlin                             | CSKA Moskva                                    |                                                |                                                      |                                                      |
| Från säsongen 1987–88 avslutades turneringen åter med ett cupspel                                               |                                           |                                           |                                           |                                           |                                                |                                                |                                                      |                                                      |
| År | Finalvärd                                 |                                           | Final                                     | Final                                     | Final                                          |                                                | Bronsmatch                                           | Bronsmatch                                           |
| År | Finalvärd                                 | Vinnare                                   | Resultat                                  | Tvåa                                      | Trea                                           | Fyra                                           |                                                      |                                                      |
| 1987–88 mer information                                                                                         | Thessaloniki                              | Olimpia Teodora Ravenna                   | 3–1                                       | Uralochka Sverdlovsk                      | Dynamo Berlin                                  | CSKA Sofia                                     |                                                      |                                                      |
| 1988–89 mer information                                                                                         | Bryssel                                   | Uralochka Sverdlovsk                      | 3–1                                       | Olimpia Teodora Ravenna                   | Dynamo Berlin                                  | CSKA Sofia                                     |                                                      |                                                      |
| 1989–90 mer information                                                                                         | Forlì                                     | Uralochka Sverdlovsk                      | 3–1                                       | Olimpia Teodora Ravenna                   | Dinamo Tirana                                  | RC de France Paris                             |                                                      |                                                      |
| 1990–91 mer information                                                                                         | Zagreb                                    | Mladost Zagreb                            | 3–0                                       | Uralochka Sverdlovsk                      | Olimpia Teodora Ravenna                        | Avero Sneek                                    |                                                      |                                                      |
| 1991–92 mer information                                                                                         | Ravenna                                   | Olimpia Teodora Ravenna                   | 3–2                                       | Mladost Zagreb                            | Uralochka Jekaterinburg                        | CJD Feuerbach                                  |                                                      |                                                      |
| 1992–93 mer information                                                                                         | Santeramo in Colle                        | PVF Matera                                | 3–1                                       | Olimpia Teodora Ravenna                   | Uralochka Jekaterinburg                        | Mladost Zagreb                                 |                                                      |                                                      |
| 1993–94 mer information                                                                                         | Zagreb                                    | Uralochka Jekaterinburg                   | 3–2                                       | Mladost Zagreb                            | PVF Matera                                     | VK UP Olomouc                                  |                                                      |                                                      |
| 1994–95 mer information                                                                                         | Bari                                      | Uralochka Jekaterinburg                   | 3–0                                       | CV Murcia                                 | Iskra Luhansk                                  | PVF Matera                                     |                                                      |                                                      |
| 1995–96 mer information                                                                                         | Wien                                      | PVF Matera                                | 3–2                                       | Uralochka Jekaterinburg                   | Iskra Luhansk                                  | RC Cannes                                      |                                                      |                                                      |
| 1996–97 mer information                                                                                         | Bergamo                                   | Volley Bergamo                            | 3–1                                       | Uralochka Jekaterinburg                   | RC Cannes                                      | Parmalat Matera                                |                                                      |                                                      |
| 1997–98 mer information                                                                                         | Dubrovnik                                 | ŽOK Dubrovnik                             | 3–0                                       | Vakıfbank Ankara                          | Volley Bergamo                                 | VBC Riom                                       |                                                      |                                                      |
| 1998–99 mer information                                                                                         | Bergamo                                   | Volley Bergamo                            | 3–0                                       | Vakıfbank Ankara                          | RC Cannes                                      | CV Tenerife                                    |                                                      |                                                      |
| 1999–00 mer information                                                                                         | Bursa                                     | Volley Bergamo                            | 3–1                                       | Uralochka Jekaterinburg                   | Eczacıbaşı Istanbul                            | Nafta Piła                                     |                                                      |                                                      |
| 2000–01 mer information                                                                                         | Nizjnij Tagil                             | Volley Modena                             | 3–0                                       | Capo Sud Reggio Calabria                  | Uralochka Jekaterinburg                        | Eczacıbaşı Istanbul                            |                                                      |                                                      |
| 2001–02 mer information                                                                                         | Istanbul                                  | RC Cannes                                 | 3–1                                       | Volley Bergamo                            | CV Tenerife                                    | Eczacıbaşı Istanbul                            |                                                      |                                                      |
| 2002–03 mer information                                                                                         | Piła                                      | RC Cannes                                 | 3–1                                       | Uralochka Jekaterinburg                   | Volley Bergamo                                 | Volley Modena                                  |                                                      |                                                      |
| 2003–04 mer information                                                                                         | Teneriffa                                 | CV Tenerife                               | 3–2                                       | Sirio Perugia                             | RC Cannes                                      | Azerrail Baku                                  |                                                      |                                                      |
| 2004–05 mer information                                                                                         | Teneriffa                                 | Volley Bergamo                            | 3–0                                       | Sant'Orsola Asystel Novara                | CV Tenerife                                    | RC Cannes                                      |                                                      |                                                      |
| 2005–06 mer information                                                                                         | Cannes                                    | Sirio Perugia                             | 3–1                                       | RC Cannes                                 | Volley Bergamo                                 | VakıfBank Istanbul                             |                                                      |                                                      |
| 2006–07 mer information                                                                                         | Zürich                                    | Volley Bergamo                            | 3–2                                       | Dinamo Moskva                             | CV Tenerife                                    | Voléro Zürich                                  |                                                      |                                                      |
| 2007–08 mer information                                                                                         | Murcia                                    | Sirio Perugia                             | 3–1                                       | VK Zaretje Odintsovo                      | Asystel Novara                                 | CAV Murcia 2005                                |                                                      |                                                      |
| 2008–09 mer information                                                                                         | Perugia                                   | Volley Bergamo                            | 3–2                                       | Dinamo Moskva                             | Sirio Perugia                                  | Eczacıbaşı Istanbul                            |                                                      |                                                      |
| 2009–10 mer information                                                                                         | Cannes                                    | Volley Bergamo                            | 3–2                                       | Fenerbahçe Istanbul                       | RC Cannes                                      | Asystel Novara                                 |                                                      |                                                      |
| 2010–11 mer information                                                                                         | Istanbul                                  | VakıfBank Istanbul                        | 3–0                                       | Rabita Baku                               | Fenerbahçe Istanbul                            | Scavolini Pesaro                               |                                                      |                                                      |
| 2011–12 mer information                                                                                         | Baku                                      | Fenerbahçe Istanbul                       | 3–0                                       | RC Cannes                                 | Dinamo Kazan                                   | MC-Carnaghi Villa Cortese                      |                                                      |                                                      |
| 2012–13 mer information                                                                                         | Istanbul                                  | Vakıfbank Istanbul                        | 3–0                                       | Rabita Baku                               | Unendo Yamamay Busto Arsizio                   | Galatasaray Daikin                             |                                                      |                                                      |
| 2013–14 mer information                                                                                         | Baku                                      | Dinamo Kazan                              | 3–0                                       | Vakıfbank Istanbul                        | Rabita Baku                                    | Eczacıbaşı Istanbul                            |                                                      |                                                      |
| 2014–15 mer information                                                                                         | Szczecin                                  | Eczacıbaşı Istanbul                       | 3–0                                       | Unendo Yamamay Busto Arsizio              | Vakıfbank Istanbul                             | Chemik Police                                  |                                                      |                                                      |
| 2015–16 mer information                                                                                         | Montichiari                               | Pomì Casalmaggiore                        | 3–0                                       | Vakıfbank Istanbul                        | Fenerbahçe Istanbul                            | Dinamo Kazan                                   |                                                      |                                                      |
| 2016–17 mer information                                                                                         | Villorba                                  | VakıfBank Istanbul                        | 3–0                                       | Imoco Volley Conegliano                   | Eczacıbaşı Istanbul                            | Dinamo Moskva                                  |                                                      |                                                      |
| 2017–18 mer information                                                                                         | Bukarest                                  | VakıfBank Istanbul                        | 3–0                                       | CSM Volei Alba Blaj                       | Imoco Volley Conegliano                        | Galatasaray Daikin                             |                                                      |                                                      |
| Från säsongen 2018–19 ersattes "Final Four" med "Super Finals"                                                  |                                           |                                           |                                           |                                           |                                                |                                                |                                                      |                                                      |
| År | Finalvärd                                 |                                           | Final                                     | Final                                     | Final                                          |                                                | Semifinalister                                       | Semifinalister                                       |
| År | Finalvärd                                 | Vinnare                                   | Resultat                                  | Tvåa                                      |                                                |                                                | Semifinalister                                       | Semifinalister                                       |
| 2018–19 mer information                                                                                         | Berlin                                    | Igor Gorgonzola Novara                    | 3–1                                       | Imoco Volley Conegliano                   | Vakıfbank Istanbul och Fenerbahçe Istanbul     | Vakıfbank Istanbul och Fenerbahçe Istanbul     |                                                      |                                                      |
| 2019–20 mer information                                                                                         | Ej avslutad på grund av Covid-19-pandemin | Ej avslutad på grund av Covid-19-pandemin | Ej avslutad på grund av Covid-19-pandemin | Ej avslutad på grund av Covid-19-pandemin | Ej avslutad på grund av Covid-19-pandemin      | Ej avslutad på grund av Covid-19-pandemin      | Ej avslutad på grund av Covid-19-pandemin            | Ej avslutad på grund av Covid-19-pandemin            |
| 2020–21 mer information                                                                                         | Verona                                    |                                           | Imoco Volley Conegliano                   | 3–2                                       | Vakıfbank Istanbul                             |                                                | Igor Gorgonzola Novara och Unet E-Work Busto Arsizio | Igor Gorgonzola Novara och Unet E-Work Busto Arsizio |
| 2021–22 mer information                                                                                         | Ljubljana                                 | Vakıfbank Istanbul                        | 3–1                                       | Imoco Volley Conegliano                   | Fenerbahçe Istanbul                            | Fenerbahçe Istanbul                            |                                                      |                                                      |
| 2022–23 mer information                                                                                         | Turin                                     | Vakıfbank Istanbul                        | 3–1                                       | Eczacıbaşı Istanbul                       | Fenerbahçe Istanbul och Igor Gorgonzola Novara | Fenerbahçe Istanbul och Igor Gorgonzola Novara |                                                      |                                                      |
| 2023–24 mer information                                                                                         | Antalya                                   | Imoco Volley Conegliano                   | 3–2                                       | Vero Volley Milano                        | Eczacıbaşı Istanbul och Fenerbahçe Istanbul    | Eczacıbaşı Istanbul och Fenerbahçe Istanbul    |                                                      |                                                      |
| Från säsongen 2024–2025 avslutades turneringen åter med "Final Four"                                            |                                           |                                           |                                           |                                           |                                                |                                                |                                                      |                                                      |
| År | Finalvärd                                 |                                           | Final                                     | Final                                     | Final                                          |                                                | Bronsmatch                                           | Bronsmatch                                           |
| År | Finalvärd                                 | Vinnare                                   | Resultat                                  | Tvåa                                      | Trea                                           | Fyra                                           |                                                      |                                                      |
| 2024–25 mer information                                                                                         | Istanbul                                  | Imoco Volley Conegliano                   | 3–0                                       | Savino Del Bene Scandicci                 | Vero Volley Milano                             | Vakıfbank Istanbul                             |                                                      |                                                      |

## Titlar per klubb
| Klubb                     | Titlar | Säsong                                                                                            |
| ------------------------- | ------ | ------------------------------------------------------------------------------------------------- |
| / Dinamo Moskva           | 11     | 1960–61, 1962–63, 1964–65, 1967–68, 1968–69, 1969–70, 1970–71, 1971–72, 1973–74, 1974–75, 1976–77 |
| / Uralochka Jekaterinburg | 8      | 1980–81, 1981–82, 1982–83, 1986–87, 1988–89, 1989–90, 1993–94, 1994–95                            |
| Volley Bergamo            | 7      | 1996–97, 1998–99, 1999–00, 2004–05, 2006–07, 2008–09, 2009–10                                     |
| VakıfBank Istanbul        | 6      | 2010–11, 2012–13, 2016–17, 2017–18, 2021–22, 2022–23                                              |
| CSKA Moskva               | 3      | 1965–66, 1966–67, 1985–86                                                                         |
| Imoco Volley Conegliano   | 3      | 2020–21, 2023–24, 2024–25                                                                         |
| Rudá Hvězda Praha         | 2      | 1975–76, 1979–80                                                                                  |
| CSKA Sofia                | 2      | 1978–79, 1983–84                                                                                  |
| Olimpia Teodora Ravenna   | 2      | 1987–88, 1991–92                                                                                  |
| PVF Matera                | 2      | 1992–93, 1995–96                                                                                  |
| RC Cannes                 | 2      | 2001–02, 2002–03                                                                                  |
| Sirio Perugia             | 2      | 2005–06, 2007–08                                                                                  |
| Burevestnik Odessa        | 1      | 1961–62                                                                                           |
| Levski Sofia              | 1      | 1963–64                                                                                           |
| NIM-SE Budapest           | 1      | 1972–73                                                                                           |
| Traktor Schwerin          | 1      | 1977–78                                                                                           |
| ADK Alma-Ata              | 1      | 1984–85                                                                                           |
| / HAOK Mladost            | 1      | 1990–91                                                                                           |
| ŽOK Dubrovnik             | 1      | 1997–98                                                                                           |
| Volley Modena             | 1      | 2000–01                                                                                           |
| CV Tenerife               | 1      | 2003–04                                                                                           |
| Fenerbahçe Istanbul       | 1      | 2011–12                                                                                           |
| Dinamo Kazan              | 1      | 2013–14                                                                                           |
| Eczacıbaşı Istanbul       | 1      | 2014–15                                                                                           |
| Volleyball Casalmaggiore  | 1      | 2015–16                                                                                           |
| Igor Gorgonzola Novara    | 1      | 2018–19                                                                                           |

## Titlar per land
| Land            | Titlar | Säsong |
| --------------- | ------ | --- |
| Sovjetunionen   | 22     | 1960–61, 1961–62, 1962–63, 1964–65,1965–66, 1966–67, 1967–68, 1968–69, 1969–70, 1970–71, 1971–72, 1973–74, 1974–75, 1976–77, 1980–81, 1981–82, 1982–83, 1984–85, 1985–86, 1986–87, 1988–89, 1989–90 |
| Italien         | 19     | 1987–88, 1991–92, 1992–93, 1995–96, 1996–97, 1998–99, 1999–00, 2000–01, 2004–05, 2005–06, 2006–07, 2007–08, 2008–09, 2009–10, 2015–16, 2018–19, 2020–21, 2023–24, 2024–25                           |
| Turkiet         | 8      | 2010–11, 2011–12, 2012–13, 2014–15, 2016–17, 2017–18, 2021–22, 2022–23 |
| Bulgarien       | 3      | 1963–64, 1978–79, 1983–84 |
| Ryssland        | 3      | 1993–94, 1994–95, 2013–14 |
| Tjeckoslovakien | 2      | 1975–76, 1979–80 |
| Frankrike       | 2      | 2001–02, 2002–03 |
| Ungern          | 1      | 1972–73 |
| Östtyskland     | 1      | 1977–78 |
| Jugoslavien     | 1      | 1990–91 |
| Kroatien        | 1      | 1997–98 |
| Spanien         | 1      | 2003–04 |

## Mest värdefulla spelareper säsong
- 2001–02 –  Victoria Ravva (FRA)
- 2002–03 –  Victoria Ravva (FRA)
- 2003–04 –  Jelena Godina (RUS)[15]
- 2004–05 –  Lyubov Sokolova (RUS)[16]
- 2005–06 –  Victoria Ravva (FRA)[17]
- 2006–07 –  Angelina Grün (GER)[18]
- 2007–08 –  Simona Gioli (ITA)[19]
- 2008–09 –  Serena Ortolani (ITA)[20]
- 2009–10 –  Francesca Piccinini (ITA)[21]
- 2010–11 –  Małgorzata Glinka (POL)[22]
- 2011–12 –  Kim Yeon-koung (KOR)[23]
- 2012–13 –  Jovana Brakočević (SRB)[24]
- 2013–14 –  Jekaterina Gamova (RUS)[25]
- 2014–15 –  Jordan Larson (USA)[26]
- 2015–16 –  Francesca Piccinini (ITA)[27]
- 2016–17 –  Zhu Ting (CHN)[28]
- 2017–18 –  Gözde Kırdar (TUR)[29]
- 2018–19 –  Paola Egonu (ITA)[30]
- 2019–20 – Slutfördes inte p.g.a. Covid-19-pandemin[a]
- 2020–21 –  Paola Egonu (ITA)[31]
- 2021–22 –  Gabriela Guimarães (BRA)[32]
- 2022–23 –  Paola Egonu (ITA)[33]
- 2023–24 –  Isabelle Haak (SWE)[34]
- 2024–25 –  Isabelle Haak (SWE)[35]